# Обе две
«Обе две» — российская музыкальная группа, играющая в стиле поп, инди, поп-рок, инди-рок, инди-поп.

## История группы
Группа образовалась в Екатеринбурге в середине 2000-х годов и первоначально состояла из сестёр Кати и Тани Павловых, обе из которых писали песни и пели. В 2006 году Таня покинула группу, занявшись театральной деятельностью. В том же году в состав группы влился басист Артём Клименко, ставший мужем Кати и саунд-продюсером группы.
В 2008 году к группе присоединилась барабанщица Александра Кучерова, прежде игравшая в группе «Сансара», а в 2010 году — гитарист Николай Алексеев.
В январе 2011 года группа выпустила дебютный альбом «Знаешь, что я делала», высоко оценённый критиками (в частности, журнал «Fuzz» включил пластинку в список лучших отечественных альбомов 2011 года). Кроме того, за короткий период группа приобрела общероссийскую популярность. Результатом этого было то, что во второй половине года группа перебралась в Москву: оттуда поступало слишком много предложений о выступлениях и эфирах, кроме того, оттуда проще было ездить на гастроли.
Однако в 2012 году наступил сложный период в истории группы: в начале года «Обе две» покинула барабанщица Александра Кучерова, а вскоре группа распалась. Катя Павлова стала вокалисткой в группе Alpha-Beta, также с Вадимом Королёвым из группы «Пилар» создали проект «Окуджав», а Артём Клименко перешёл в группу «АлоэВера».
В 2015 году Катя Павлова приняла решение воссоздать группу. В обновлённый состав вошли гитарист Даниил Шайхинуров (соратник Павловой по «Окуджав»), басистка Ксения Васильева и ударник Антон Шохирев (начавший играть с группой ещё перед её распадом). В том же году был выпущен альбом «Дочь рыбака». Несмотря на определяющий вклад в звук альбома Шайхинуров вскоре после его выхода покинул коллектив из-за занятости в основном проекте «La Vtornik». На его место пришёл Дмитрий Емельянов, который в свою очередь стал отвечать за аранжировки.
В 2017 году «Обе две» покинули Васильева и Шохирев, на их место пришли, соответственно, Дмитрий Павлов и Александр Зингер (их привёл в группу Емельянов). В 2017—2018 годах группой было выпущено несколько EP (мини-альбомов) «Мальчик», «Радости страсти», «План побега. part 1».
26 ноября 2021 года группа выпустила третий студийный альбом «Мне это не подходит».
27 мая 2022 года у группы «Обе две» и российского инди-проекта RSAC вышел совместный сингл «Лёгкая грусть».
20 сентября 2023 года вышел четвёртый студийный альбом — «Циники».

## Состав

### Текущий состав
- Катя Павлова — голос, вокал, песни, перкуссия, кастаньеты, танцы (2006—2012, 2015—наши дни) (ex-OQJAV, ex-Alpha-Beta);

- Дмитрий Емельянов — композитор, продюсер, музыка, автор, все клавишные, соло-гитара, ударные (2016—наши дни) (InWhite, 19:84, Вася Обломов);

- Дмитрий Павлов — бас-гитара (2017—наши дни);
- Александр Зингер — барабаны, тарелки, перкуссия (2017—наши дни) (Большой джазовый оркестр, трио Дениса Мацуева, Чебоза, Maria Teriaeva x Alex Zinger, Marimba Plus, 19:84, Снегопады, ex-Лаэртский Бэнд, и др.).

### Бывшие участники
- Таня Павлова — вокал (2006);
- Артём Клименко — бас (2006—2012) (ex-Сансара);
- Александра Кучерова — барабаны (2008—2012);
- Николай Алексеев — гитара (2010—2012) (Сансара);
- Даниил Шайхинуров — гитара (2015—2016) (Daniel Shake, МЫ, ex-OQJAV, La Vtornik, Red Delishes);
- Антон Шохирев — барабаны (2015—2017) (АлоэВера);
- Ксения Васильева — бас (2015—2017).

## Дискография

### Альбомы
- 2011 — «Знаешь, что я делала»
- 2015 — «Дочь рыбака»
- 2021 — «Мне это не подходит»
- 2023 — «Циники»

### EP
- 2017 — «Мальчик»
- 2017 — «Мальчик (Акустика)»
- 2018 — «Радости страсти»
- 2018 — «План побега. part 1»

### Синглы
- 2018 — «Я худею» (из к/ф «Я худею»)
- 2019 — «Гостиница»
- 2019 — «Снег»
- 2020 — «Кавказ»
- 2021 — «Ты мне говоришь „Пока“» (из к/ф «Джетлаг»)

### Видео
- 2011 — «Милый»
- 2011 — «Гонщики»
- 2011 — «Забавы» (Мумий Тролль cover)
- 2012 — «Пачка»
- 2014 — «Zaraman»
- 2015 — «Кореец»
- 2016 — «Платье»
- 2017 — «Мальчик»
- 2017 — «Мальчик (Акустика)»
- 2018 — «Все романы»
- 2018 — «Кузина»
- 2018 — «Озон»
- 2019 — «Гостиница»
- 2021 — «Ты мне говоришь „Пока“» (из к/ф «Джетлаг»)
- 2022 — «Конфетти»
- 2022 — «Бегала бегала»